# ムシャ戦記 光の変幻編
ムシャ戦記 光の変幻編（ムシャせんき ひかりのへんげんへん）は、武者ガンダムシリーズの第11作である。漫画版のタイトルは『新武者ガンダム ムシャ戦記 光の変幻編』。

## 概要
プラモデルBB戦士の組立説明書に掲載されている漫画『コミックワールド』と、『コミックボンボン』での漫画連載（漫画：神田正宏）で展開された。タイトルはこれまでの『SD戦国伝』から『ムシャ戦記』となったが、シリーズ化はされず本作のみで終了した。世界観としては過去のSD戦国伝の延長線上にある。
登場人物は主に『新機動戦記ガンダムW Endless Waltz』などのキャラクターや兵器がモデルになっている。これまではキャラクターの名前はすべて漢字で表記されていたが、年少者対策として使用を止めた為、本作ではモチーフとなったキャラクターの名前が片仮名でそのまま使われている。
本作はBB戦士のパッケージがイラストではなく模型の写真となっている。

## 登場人物
括弧内はモチーフとなった兵器・キャラクター。ただし、モチーフについて公式には発表されていないので諸説ある。

### 討魔光刃隊 / 機動烈士隊
羽丸 / 武者ウイングゼロ（ウイングガンダムゼロ（EW））
妖術師ハイドラによって子供の姿にされてしまった武者。心の玉が光った時には一時的に元の姿に戻ることができるが、羽丸は自分が武者ウイングゼロであることには気づいていない。霊鳥ゼロバードに変型する。各カスタム武者のカスタム武具を装備することができる。武器は双刀・爆雷剣。
漫画版では、妹・綾乃の仇を討つべく、1人で戦う道を選ぶが、烈士隊と心を通わせていった。心の玉は命の源という設定ゆえ、魔星に刀で貫かれ、瀕死状態となったが、ファースト大将軍に助けられる。
BB戦士 No.192。
武者デスサイズ（ガンダムデスサイズヘル（EW））
忍者の里出身のカスタム武者。幼名は忍丸。カスタム武具は忍クローク。武器は妖刀・月華。
BB戦士 No.197。
武者サンドロック（ガンダムサンドロック改（EW））
カスタム武者のリーダー。幼名は刃丸。七星天剣流の使い手。カスタム武具は双刀・炎。合体させて十字破砕剣（クロスクラッシャー）や十字弓銃（クロスボーガン）になる。武器はタネガシマサブマシンガンと魔封の盾。
BB戦士 No.196。
武者ヘビーアームズ（ガンダムヘビーアームズ改（EW））
砲術を得意とする戦略家。幼名は轟丸。カスタム武具は轟重甲。武器は名刀・一閃。
BB戦士 No.195。
武者ナタク（アルトロンガンダム（EW））
マシン武者。幼名はナタ坊。カスタム武具は竜撃（ドラゴン）ハング。カスタム武者に変型する。武器は竜神の刀と竜神の槍。
BB戦士 No.194。

### 頑駄無軍団
ファーストガンダム大将軍（ガンダム）
頑駄無軍団の長。カスタム戦馬・白鋼王と合体してカスタム大将軍としてカスタム武装する。驚異的な戦闘能力を有する。武器は神刀・天空丸と黒鉄の軍配、討魔弓。カスタム大将軍のみ大目牙ハイパーバズーカと龍馬頭ファングが使える。
カードゲーム「モビルパワーズ」では漫画を手がけた神田書き下ろしイラストとして登場し、ポイントは「12」と高めに設定されている。
漫画版では旅をしていた時に重傷に陥ったウィングゼロの事を助けた事があり、その時に心の玉を使った。この心の玉はそれ以来、ウイングゼロにとって命の源となった。
BB戦士 No.199。白鋼王は他のカスタム武者にも合体させることができる。
将頑駄無ウィンド（トールギスIII）
大将軍の側近。討魔光刃隊（機動烈士隊）に指示を出す。
お絹
機動烈士隊の世話係を務める女性。地下金脈採掘場で働かされていたところを烈士隊に助けられたことと羽丸がウイングゼロであることを最初に知ったことから、烈士隊で働き始める。
ウイングゼロの妹・綾乃と瓜二つであることから、復讐鬼であるウイングゼロもお絹には、優しいところを見せ、天魔大帝降臨を防ぐべく、綾乃に扮したこともあった。
綾乃
ウイングゼロの妹で巫女。天魔軍団に殺されたと思われていたが、天魔大帝を降臨させるための生贄として捕らわれ、巨大からくり武者の動力源にもされた。最終的には、お絹に助けられる。

### 天魔軍団
天魔大帝（ハイドラガンダム、歴代ラスボス）
武者ガンダムシリーズを通しての真の黒幕。闇の権化の元凶である魔界の神。天宮の民に伝わる四天王や超機動大将軍の神話に語られる魔王。四面六臂。背面の顔は1つ眼の目玉が口部分にある。4本の腕に闇皇帝の黒星剣・闇魔神吏偶遮光のまやかしの錫杖・魔星大将軍の天剣絶刀・魔刃頑駄無のファントムハーケンのような武器をそれぞれ持っており、両肩から生えた腕2本は爪を武器とする。神であるためリアル頭身。元は武者ガンダムシリーズの神々である天空武人の一員で天帝・雷帝・地帝に並ぶほどの存在だったが、地上征服をたくらみ魔界に封印された。闇の権化は天魔大帝の化身であり、例えば黒魔神(闇皇帝)はパワーの化身。
漫画版ではデザインが異なり、上半身しか描かれていないイメージイラストの姿がガスが渦巻くブラックホールから生えたデザイン。大蛇飛駆寒虫、闇大帝頑駄無、魔殺駆なども漫画版では天魔大帝の分身であった。惑星を片手で握りつぶせるという超規格外の大きさ。惑星を自身に吸引する能力を持つことから、ファーストガンダム大将軍は「天には光さえのみこむ暗黒星(ブラックホール)がある」という何かの書物で読んだ話は天魔大帝のことだったのかと思い至った。
妖闘士ハイドラ（ハイドラガンダム）
天魔軍団の総帥。天魔大帝降臨を目論む。
漫画版では1つの肉体に妖術師ハイドラと豪将ハイドラの二つの姿と人格を持つ。過去の闇の戦士らを甦らせた。各形態は命も別々に持っており、妖術師ハイドラが羽丸に敗れて死んでも豪将ハイドラの姿になると蘇った。巫女の綾乃を生贄にして暗黒の扉を開こうとするが、お絹がすり替わっていたため暗黒の扉は反応せず、倒されて豪将ハイドラとしても死亡。魔星大将軍が敗れるとハイドラは霊となって現れ、首だけで生きていた魔星大将軍を生贄にして暗黒の扉を開き、天魔大帝を復活させた。
サーペント4人衆（サーペント、ハカイダー四人衆）
天魔軍団の四天王。黒色のサーペントの名前は黒龍。青色、赤色、銀色のサーペントの名前は登場しない。敗北を重ねていたが、黒龍が伝説の魔剣(魔殺駆の妖刀黒刃)を入手して武者ウイングゼロを追い詰めた。しかし武者サンドロックに敗北。度重なる敗北により妖闘士ハイドラから腰ぬけ四人衆と呼ばれてしまう。
漫画版では青色のサーペントの名前は青龍。
天魔軍団の雑兵たち（ザクII）
漫画版ではザク以外にリーオーやゾロの雑兵たちも登場する。
以下はコミックワールド版には登場せず、漫画版のみ。
イフリート（イフリート）
天魔軍団の隊長格。卵状で出現した黒魔神を自爆によって孵化させた。
黒魔神、黒魔神闇皇帝
『SD戦国伝 天下統一編』より登場。ハイドラによって復活した。ハイドラより格上の立場。最初は復活が不完全だった為、黒魔神の姿をしていた。その後、完全に復活して黒魔神闇皇帝になり鳳凰城に侵攻。武者ナタクのカスタム武具を装着した武者ウイングゼロに敗れる。
終盤に復活した天魔大帝によって歴代の敵とともに再び復活し、天魔大帝の分身であることが明かされた。
妖獣アプサラス（アプサラス）
白鷹山で対決。吹雪を発生させる能力を持ち、金山の強制労働からの脱走者を凍らせていた。
ギャン（ギャン）
天魔軍団の隊長格。山伏の服装で黒い翼が生えた天狗のような姿。
影法師ドムットリア（ドムットリア）
四天王と共に松が浜で対決。
巨大カラクリ武者（ビグ・ザム）
頑駄無軍団殲滅用兵器。さらわれた綾乃が内部に囚われていた。
魔刃頑駄無
『超SD戦国伝 刕覇大将軍』より登場。ハイドラによって復活した。死神を自称。鳳凰城の城下町で毎夜人々を襲い、命を奪うことで力を蓄えていた。単独で足取りを追っていた武者デスサイズに敗れる。
魔星大将軍
『新SD戦国伝 超機動大将軍』より登場。ハイドラによって復活した。天魔大帝を復活させる気はなく、厳石代地下にて潜伏し再び天宮に侵攻する機会を伺っており、黒魔神闇皇帝、魔刃頑駄無、ハイドラが死んだことで天魔軍団の支配者になる。大将軍として天下を手にすることに固執しており、再びその座を狙ってファーストガンダム大将軍と一騎討ちするが一刀両断され敗れる。首だけになっても生きていたが、霊となったハイドラが魔星も生贄の資格者であり造反することもお見通しだったことを明かし、暗黒の扉は魔星首に雷を降らして生贄として受け取り魔星は再び死亡した。
羅将 天国途、羅将 愚嵐怒、羅将 宇折堕
『新SD戦国伝 超機動大将軍』より登場。ハイドラによって復活した。魔星の部下。合身して合身羅将 風雲再起となる。
大蛇飛駆寒虫、闇大帝頑駄無、覇道武者 魔殺駆、真闇元帥、逆星闇将軍
『新SD戦国伝 地上最強編』『新SD戦国伝 七人の超将軍編』『超SD戦国伝 武神輝羅鋼』『新SD戦国伝 天星七人衆』より登場。復活した天魔大帝が呼び出した、伝説の光と闇の大戦に出てくる闇の魔王達。天魔大帝の分身にして手下。

### その他
滅殺羅<メッサーラ>
BB戦士研究室で登場。山賊のかしら。滅殺羅堂魔という化け物の姿に変幻できる。
骨舞羅<コブラ>
BB戦士研究室で登場。からくり怪奇武者。天魔軍団が作ったが制御できず封印していた。

## コミックワールドと漫画版との相違点
漫画版
- 討魔光刃隊だが、機動烈士隊と変更されている。
- 魔刃など、過去の作品に出てきた敵キャラが登場している。
- 天魔大帝の生贄が、魔星である。
- ウィングゼロに妹がいる設定がある。
- 羽丸=ウィングゼロと知っているのは、お絹，ウィンド，大将軍のみ。
- ウィングゼロの闘う理由が、復讐である（実際、妹は生きていたが）。
- ウィングゼロがファーストガンダム大将軍から心の玉を貰った経緯が異なる（妹を庇って重傷を負った所を助けて貰った）。これ以降、彼の命と力の源となった。